# Yuyú
Bertha Edith Blengio Ibarra (Ciudad de México, 20 de enero de 1932-Ciudad de México, 9 de abril de 2012), conocida como Yuyú, fue una actriz y comediante mexicana.

## Biografía y carrera
En sus inicios era conocida como Yuyú Blengio y actuó en obras como Los tres padres de Lulú (1960), Vidita negra (1961), Cuidado con las personas formales (1961), Amor, jabón y fantasía (1962), Esta noche, no (1962), y Mi otro marido (1962), representadas en los teatros Jorge Negrete y 5 de diciembre de la Ciudad de México, donde conoció al actor, guionista y empresario teatral Alfredo Varela "Varelita", con quien contrajo matrimonio.
Actuó también en Lo que hablan las mujeres e interpretó papeles principales en Los intocables (1965) y La casa de Salud (S.O.S) (1965).
En cine, hizo un memorable dueto cómico con la cantante y actriz Flor Silvestre en la comedia revolucionaria El ojo de vidrio (1969) y su secuela, Vuelve el ojo de vidrio (1970), películas en las que Flor y Yuyú interpretan a las primas La Coralillo y La Cocorito, respectivamente, al lado de sus maridos Antonio Aguilar y Alfredo Varela "Varelita", aunque en la historia el personaje de Yuyú es novia de Guillermo Rivas.
En cuanto a la televisión, interpretó a la madre del personaje de Bibi Gaytán en la telenovela Alcanzar una estrella II en 1991.
Su marido le construyó el Teatro Joaquín Pardavé.
Como actriz de teatro trabajó en:
"Y se casó Virginia",
"Un par de Pénjamo",
"La que quiera azul celeste, que se acueste",
Entre muchas más.

## Filmografía

### Cine
- 1956 Ladrón de cadáveres
- 1956 Torero
- 1961 Amorcito corazón
- 1962 Terreno de María
- 1963 Ay que más
- 1967 Las amiguitas de los ricos
- 1967 Rosa, la tequilera
- 1968 Esta noche sí
- 1968 Un nuevo modo de amar
- 1969 Las infieles
- 1969 El ojo de vidrio
- 1970 Vuelve el ojo de vidrio
- 1970 Ha entrado una mujer
- 1975 Las fuerzas vivas
- 1975 La loca de los milagros
- 1978 Una intrusa
- 1984 La Señora
- 1988 Una loca se viene a quedar
- 1989 La De mi perro
- 1990 Chacales de la frontera